# Andrés de Zabala

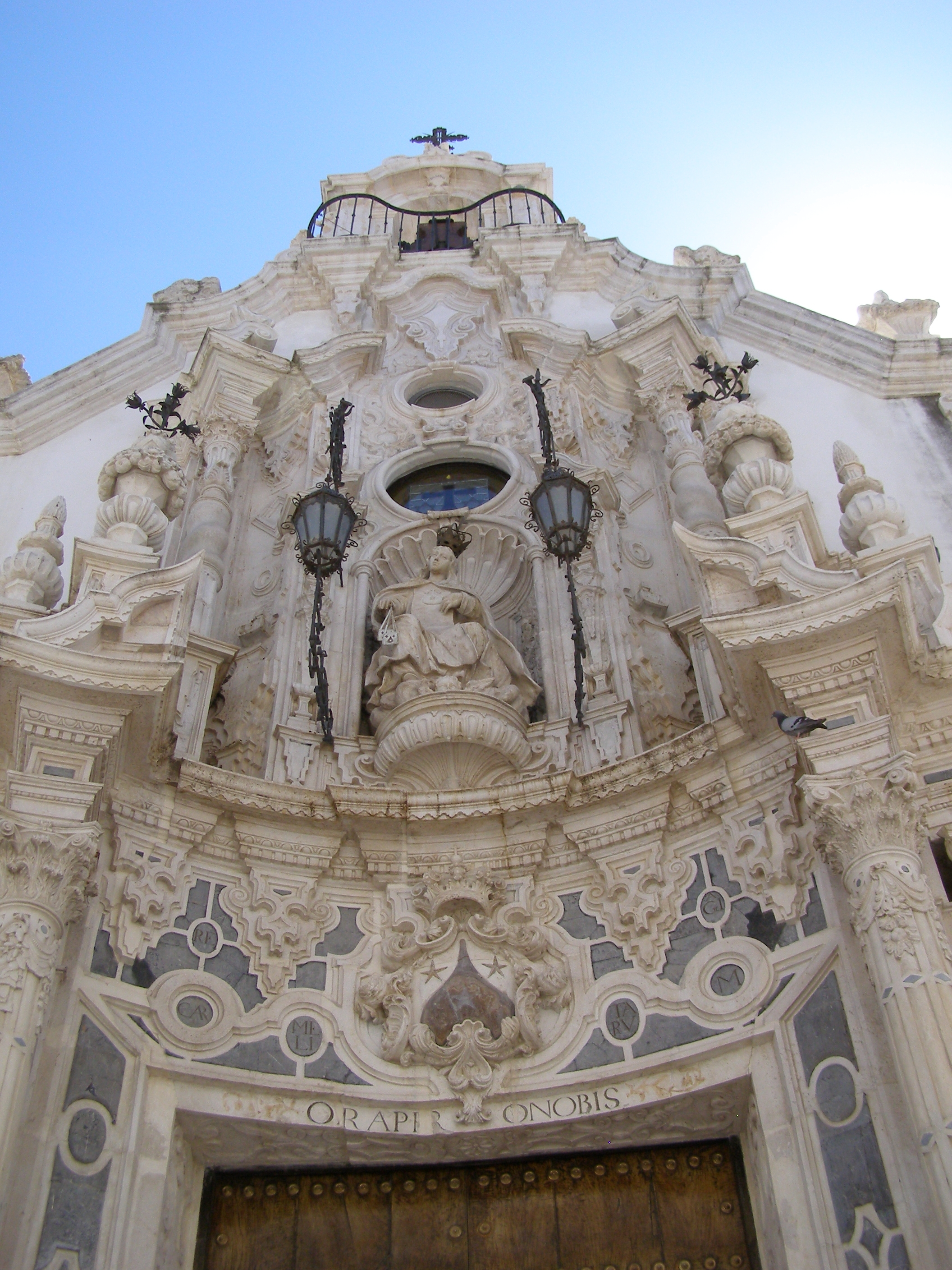
Portalfassade der Iglesia del Carmen, Estepa (um 1767)

Andrés de Zabala oder nur Andrés Zabala (* Taufe 30. November 1704 in Eibar, Baskenland; † 15. Februar 1780 in Jaén, Andalusien) war ein spanischer Barockarchitekt und Steinmetz, der um die Mitte des 18. Jahrhunderts in verschiedenen Städten Andalusiens arbeitete.

## Leben und Werk
Über das Leben von Andrés de Zabala ist nur wenig bekannt: Im Jahr 1724 ging er nach Andalusien und aus dem Jahr 1756 ist eine Eheschließung mit der verwitweten Doña Catalina Escobar y Carrasco dokumentiert. Seit 1759 lebte und arbeitete er mehrere Jahre lang in der Stadt Estepa. Am 25. Oktober 1767 trat er dort dem Dritten Orden der Franziskaner bei. Von 1768 an bis zu seinem Tod lebte er in Jaén.
Sein Werk ist etwas besser dokumentiert; es umfasst im Wesentlichen Kirchenfassaden und Turmvollendungen, wobei er anfangs mit anderen Architekten zusammenarbeitete. Zu seinem Werk gehören:
- Mitwirkung an der Portalfassade des Real Colégio de San Telmo, Sevilla (1733)
- Erneuerung des Portals der Kirche San Juán, Écija (1756)
- Bau der Sakristei und des Camarín der Kirche Nuestra Señora de los Remedios, Estepa (1760)
- Vollendung des Torre de la Victoria, Estepa (1760–66)
- Portalfassade der Kirche Iglesia del Carmen, Estepa (um 1767)
- Portalfassade des Hospitals von Cambil (1769)